# كارول مورلي
كارول مورلي (بالإنجليزية: Carol Morley)‏ هي مخرجة بريطانية، ولدت في 14 يناير 1966 في ستوكبورت في المملكة المتحدة.

## وصلات خارجية
- كارول مورلي على موقع IMDb (الإنجليزية)
- كارول مورلي على موقع ألو سيني (الفرنسية)
- كارول مورلي على موقع أول موفي (الإنجليزية)
- كارول مورلي على موقع قاعدة بيانات الفيلم (الإنجليزية)
- كارول مورلي على موقع كينوبويسك (الروسية)